# Woqooyi Galbeed

Lägeskarta

Woqooyi Galbeed (arabiska: وقوي غلبيد, Wūqūy Ghalbayd; Även Maroodi Jeex[källa behövs]) är en region (gobol) i Somaliland. Huvudort är Hargeisa. Regionen har 1 242 000 (2014) och en yta på 28 836 km².
Woqooyi Galbeed är delad i fyra administrativa distrikt: Berbera, Gabiley, Da'ar Buduq och Hargeisa.